# Making It Pleasant for Him
Making It Pleasant for Him er en amerikansk stumfilm fra 1909.